# Радіо ЄС
Gala Radio — українська недержавна радіостанція. Існувала з 1994 року. З 2001 року стала мережевою станцією, розпочавши мовлення в багатьох регіонах України. В січні 2015 року змінила назву на "Радіо ЄС".

## Міста мовлення
- Київ — 100,0
- Вінниця — 103,2
- Дніпро — 106,4
- Запоріжжя — 100,3
- Краматорськ — 89,4
- Кривий Ріг — 100,2
- Львів — 101,3
- Одеса — 91,0
- Ужгород — 102,4
- Харків — 107,4
- Черкаси — 90,6
- Біла Церква -107,2

## Нагороди
- 1999 рік — «Найкраща закордонна радіостанція» — нагорода Національної Асоціації радіомовників (США);
- 2000 рік — переможець в номінації «Найкраща радіостанція Україні 1999 року» на конкурсі «Людина року»;
- 2001 рік — переможець в номінації «Найкраща радіопрограма про спорт» на конкурсі засобів масової інформації «Золоте перо»;
- 2002 рік — «Найкраща радіостанція Закарпатської області» серед 40 радіостанцій (польських, румунська, угорських та ін.) за результатами соціологічного опитування населення;
- 2005 рік — Нагорода Автомобільної Федерації України за найкращу програму на радіо про автомобільному спорті в Україну;
- 2006 рік — перемога в номінації «Радіоканал року» на конкурсі торгових марок «Фаворити Успіху» [1];
- 2007 рік, 30 січня — в номінації «За найкраще висвітлення ХХ Зимових Олімпійських Ігор у Турині» Гала радіо удостоюється третього місця за програму «Олімпійські тижні на Гала радіо»;
- 2007 рік — акція Гала радіо «Пан або пропав» визнана однією з трьох «Найкращих медіа акцій року» на European Radio Awards, який проводиться під егідою Національної асоціації мовлення NAB.[2]